# Феофил (Пашковский)
Митрополит Феофил (в миру Фео́дор Никола́евич Пашко́вский; 6 (18) февраля 1874, Киев — 27 июня 1950, Сан-Франциско) — епископ православной Северо-Американской митрополии, архиепископ Сан-Францисский и митрополит всея Америки и Канады.

## Биография
Родился 6 февраля 1874 года в Киеве в семье священника Николая и Натальи Пашковских.
Будучи студентом Киевской духовной академии, заболел костной болезнью, которую врачи сочли неизлечимой, однако Иоанн Кронштадтский помолился за него, когда посещал школу и юный Феодор выздоровел. В благодарность, он дал обет стать послушником в пещерах Киевской Лавры и исполнил его в 1894 году.
Окончив в 1894 году духовную семинарию во первому разряду, по приглашению епископа Алеутского и Аляскинского Николая (Зиорова) в конце того же года прибыл в Сан-Франциско, где был определён секретарём администрации Северо-Американской миссии.
17 ноября 1897 года женился на американке сербского происхождения Хелен Дабович и 4 декабря того же года посвящён в сан священника. Служил в Сан-Францисском кафедральном соборе.
В 1900 году у него родился сын Борис, впоследствии известный американский военный контрразведчик.
В 1906 году вернулся с архиепископом Тихоном (Беллавиным) в Россию. Служил у последнего в епархиальном управлении в Виленской епархии.
С началом Первой мировой войны — военный священник в России. В 1917 году овдовел.
Участвовал в оказании помощи голодающим в Поволжье, организованной ИМКА («Ассоциация молодых христиан»).
27 апреля 1922 года патрирхом Тихоном и синодом определён быть епископом Чикагским. (Тогда же митрополит Платон (Рождественский) был назначен временным управляющим Северо-Американской епархией). После этого был пострижен в монашество.
3 декабря 1922 года хиротонисан во епископа Чикагского, викария Северо-Американской епархии; хиротонию совершали управляющий православными приходами в Америке митрополит Платон (Рождественский), епископ Бруклинский Евфимий (Офейш) и архиепископ Неапольский Пантелеимон (Афанасиадис) (Иерусалимская православная церковь).
С 4 августа 1925 по 30 июля 1926 года временно управлял Канадской епархией.
С 1931 года — епископ Сан-Францисский.
23 ноября 1934 года на Соборе митрополичьего округа (5-м Всеамериканском соборе) в Кливленде избран преемником митрополита Платона и назначен митрополитом всея Америки и Канады с сохранением титула архиепископа Сан-Францисского. Вследствие того, что он стал преемником отделившегося от Церкви иерарха, он подпал под действие наложенного на последнего церковного прещения.
5 января 1935 года был запрещён в священнослужении решением патриаршего местоблюстителя митрополита Сергия (Страгородского).
Взял курс на объединение русского церковного рассеяния: в 1935 году он подписал «Временное Положение о Русской Православной Церкви заграницей», которым возглавляемая им Северо-Американская митрополия формально вошла в подчинение Архиерейскому Синоду в Сремских Карловцах.
Особое внимание уделял налаживанию христианского просвещения на приходском уровне, а также восстановлению семинарского образования. После закрытия семинарии в Тенафли, штат Нью-Джерси, в Америке в течение 15 лет не было собственной семинарии. При его содействии была основана Свято-Владимирская духовная семинария, а затем пастырская школа и приют для сирот при Тихоновском монастыре в Саут-Кейнане, штат Пенсильвания. Приобрёл здание для Покровского собора в Нью-Йорке, ставшего духовным и административным центром Северо-Американской митрополии.
Во время правления митрополита Феофила Северо-Американская митрополия получила официальное положение в соответствии с законодательством США.
В начале 1945 года послал двух своих представителей на Поместный Собор в Москве, однако они опоздали к занятиям Собора, вследствие того, что патриарший местоблюститель митрополит Алексий (Симанский), опасаясь, что на Соборе может начаться сближение Североамериканской митрополии с восточными патриархами, прямо просил Совет по делам РПЦ обеспечить задержку самолета с делегатами митрополита Феофила (советский военный самолет, летевший через Аляску и Сибирь, был задержан в Красноярске, и дальше делегация по совету местного уполномоченного Совета по делам РПЦ Лаксенко добиралась до Москвы поездом).
Осенью 1945 года дважды имел встречи с посещавшим Северную Америку архиепископом Ярославским и Ростовским Алексием (Сергеевым), разговаривая о возможном принятии Митрополии в Московский патрирхат: митрополит Феофил настаивал на полной автономии Североамериканской митрополии, на независимости во внутренних делах и признании Патриарха лишь духовным главой.
26-29 ноября 1946 года в Кливленде состоялся Собор духовенства и мирян, который большинством голосов (187 голосов) высказался за восстановление общения с Московским патриархатом («постановили просить Его Святейшество Святейшего Патриарха Московского воссоединить нас в свое лоно») при условиях сохранении «полной автономии» Митрополии. Кроме того, Собор, подтвердив веру и лояльность митрополиту Феофилу, принял решение отказаться от административного подчинения Архиерейскому синоду РПЦЗ. Часть священнослужителей (61 голос) не согласилась с таким решением и предпочла остаться в подчинении Русской Зарубежной Церкви. Идейным вождем этой группы был архиепископ Виталий (Максименко). Кроме него в подчинении РПЦЗ остались архиепископ Тихон (Троицкий), епископы Иероним (Чернов), Иоасаф (Скородумов) и Серафим (Иванов). Отношения Русской Зарубежной Церкви и Североамериканской митрополии с того времени были разорваны.
В января 1947 года митрополит Феофил и патриарх Алексий I обменялись телеграммами. На сообщение главы Североамериканской митрополии о решениях Кливлендского Собора патриарх ответил, что приветствует их и не имеет принципиальных возражений против автономии Православной Церкви в Америке. Патриарх Алексий I известил митрополита Феофила о том, что для переговоров с ним в США будет направлен в качестве патриаршего представителя Ленинградский и Новгородский митрополит Григорий (Чуков). Патриарх просил митрополит Феофила сослужить митрополит Григорию, что косвенно означало снятие с епископата Североамериканской митрополии церковных прещений. Однако дальнейшие контакты между Московской Патриархией и Американской митрополией не получили развития, митрополит Феофил и патриарх Алексий I стали выражать сомнения в успехе объединительного процесса. Негативно на взаимоотношения сторон повлияло инициирование в апреля 1947 года митрополит Феофилом судебного процесса о праве собственности на Николаевский кафедральный собор в Нью-Йорке, обновленческий клир которого в октябре 1945 года перешёл под омофор патриаршего экзарха митрополита Вениамина. Община Московского Патриархата была вынуждена временно оставить собор, окончательно признанный принадлежащим РПЦ только в 1960 года, после несколько судебных процессов.
17 июля 1947 года митрополит Григорий прибыл в Нью-Йорк. В аэропорту вместе с экзархом митрополит Вениамином его встречали архиепископ Леонтий (Туркевич) и другие представители Североамериканской митрополии. По случаю прибытия патриаршего представителя был отслужен совместный молебен. Однако митрополит Феофил уклонился от встречи с митрополит Григорием, не отвечал на его письменные обращения и вскоре отбыл в Сан-Франциско. В августе того же года состоялись переговоры митрополита Григория с представлявшими Американскую митрополию епископами Монреальским Антонием (Терещенко) и Бруклинским Иоанном (Шаховским). Митрополиту Григорию был вручён принятый Митрополичьим советом 7 августа 1947 года проект положения об управлении автономной Русской Церковью в США и Канаде. Согласно проекту, патриарх Московский и всея Руси признавался духовным главой Американской Церкви в делах веры и догматов, но никаких административных прав он не получал; Всеамериканские Соборы и Соборы епископов обязывались только извещать патриарха о своих решениях. В составленном 14 августа 1947 года митрополит Григорием ответном обращении к руководству Североамериканской митрополии говорилось, что Московская Патриархия не может согласиться на принятие проекта Митрополичьего совета, как не соответствующего церковным канонам, поскольку проект устанавливает между Североамериканской митрополией и РПЦ только мнимую, номинальную связь, лишая главу Поместной Церкви канонического права утверждения решений органов власти Североамериканской митрополии и предлагая по существу не автономное, а автокефальное управление. Московская патриархия не видела оснований для предоставления Североамериканской митрополии автокефалии. Митрополит Григорий передал представителям Североамериканской митрополии проект постановления Московской Патриархии о статусе Американской церкви, предполагающий утверждение избранного Всеамериканским собором митрополита патриархом и Священным синодом РПЦ, участие делегатов митрополии в поместных соборах РПЦ, сохранение за Патриархией статуса высшей судебной инстанции для Североамериканской митрополии. Московская Патриархия признавала полную самостоятельность митрополии во внутренних делах, нераспространение на Североамериканскую митрополию правовых норм, определявших существование РПЦ в СССР, и не настаивала, как раньше, на требованиях выражения лояльности к советскому правительству. Митрополит Григорий заявил, что данные предложения являются последними уступками, на которые готова пойти Московская Патриархия в вопросе об автономности Американской Церкви, и призвал к продолжению переговоров. Ответа на обращение митрополита Григория не последовало. 22 ноября в Сан-Франциско под председательством митрополит Феофила прошёл Собор архиереев Североамериканской митрополии, принявший решение «отложить оформление канонической связи Северо-Американской Церкви с Московской Патриархией до более благоприятного времени… Жить на прежнем основании, осуществляя полную автономию в своей церковной жизни». В конце ноября митрополит Григорий покинул США.
Вследствие сего, 12 декабря 1947 года патриарх Алексий I и Священный синод постановили: «1. Митрополита Феофила и единомысленных с ним Епископов: Чикагского Архиепископа Леонтия, Аляскинского Иоанна, Бруклинского Иоанна и Епископа Никона — за упорное противление призывам Матери-Церкви к общению; за вовлечение своей паствы в раскол, вопреки желанию самой паствы, выразившемуся в постановлении Кливлэндского Собора, а первого и за незаконно наложенное „проклятие“ на Архиепископа Макария за воссоединение его с Московской Патриархией — подвергнуть Суду Собора Епископов, согласно с Правилами: 34-м Апост., 9-м Антиох. Соб., 15-м Двукратн. Соб. Наложенное на Митрополита Феофила 5 января 1935 г. Патриаршим Местоблюстителем Митрополитом Сергием и условно снятое с него в январе 1947 г. Святейшим Патриархом Московским Алексием запрещение, оставить в силе, вследствие неисполнения им указанного Патриархом условия воссоединения чрез совместное служение его, Митрополита Феофила, с Преосвященным Экзархом, или с представителем Патриарха — Митрополитом Григорием. Это же запрещение простирается и на вышеупомянутых Епископов, идущих вслед за Митрополитом Феофилом по пути раскола. 2. Поручить Преосвященному Экзарху, Архиепископу Макарию, принимать духовных лиц, желающих воссоединения — через общение с ними в таинстве Евхаристии после исповеди их у духовника».Монреальский епископ Антоний (Терещенко) к тому времени скончался и не подпал под запрещение. Также не были запрещены в священнослужении епископ Вениамин (Басалыга), с января 1947 года пребывавший в Японии, и сменивший его в декабря того же года на Питтсбургской кафедре епископ Дионисий (Дьяченко). С конца 1947 года в храмах Североамериканской митрополии прекратилось вознесение за богослужением имени патриарха Алексия I. Контакты Североамериканской митрополии с Московским Патриархатом были надолго прерваны.
Управление Феофила имело чрезвычайно важное значение для умиротворения и установления автономности управления Православной Российской Церкви в Америке, получившей официальное положение (инкорпорированной) в соответствии с американским законодательством.
Скончался 27 июня 1950 года в Сан-Франциско, под запрещением как со стороны Московского Патриархата, так и со стороны Архиерейского Синода РПЦЗ.